# Габорчакова, Соня
Соня Габорчакова (словац. Soňa Gaborčáková; род. 20 августа 1977, Стара Любовня, Прешовский край) — словацкий государственный деятель. В прошлом — министр труда, социальных дел и семьи Словакии (2023), государственный секретарь министерства труда, социальных дел и семьи Словакии (2020—2023), депутат Национального совета Словакии (2016—2020).

## Биография
Родилась 22 августа 1977 года в городе Стара-Любовня в Чехословакии.
Окончила кафедру социальной работы педагогического факультета Университета Матея Бела в городе Банска-Бистрица. В 2015 году получила докторскую степень (PhDr.) в Католическом университете в Ружомбероке по специальности социальная работа.
С 1999 года работала в Доме Святой Анны (Dom svätej Anny). Учреждение предоставляет комплексные социальные услуги для детей и молодёжи с ограниченными возможностями в Стара-Любовне под патронажем благотворительной организации Каритас грекокатолической архиепархии Прешова.
С 2014 года является депутатом городского совета в Стара-Любовне.
По результатам парламентских выборов 2016 года избрана депутатом Национального совета Словакии как беспартийная по списку Обычных людей и независимых личностей. Была членом Комитета по социальным вопросам. На парламентских выборах 2020 года баллотировалась от Христианско-демократического движения. Однако партия не преодолела 5%-ный барьер.
С 21 марта 2020 года являлась государственным секретарём министерства труда, социальных дел и семьи, отвечая за социальную и семейную политику министерства. 15 мая 2023 года назначена главой министерства труда, социальных дел и семьи Словакии в правительстве под руководством премьер-министра Людовита Одора. Правительство ушло в отставку 25 октября.